# KFNB IIc
Die Dampflokomotivreihe KFNB IIc war eine Schnellzug-Schlepptenderlokomotive der Kaiser-Ferdinands-Nordbahn (KFNB).

## Geschichte
Da die Lokomotiven der Reihe KFNB IIb 3 schnell zu schwach wurden, suchte die KFNB Ersatz.
Nach Vorbild der k.k. österreichischen Staatsbahnen (kkStB) wurden daher Maschinen der Bauart 2B angeschafft.
Die 41 Lokomotiven wurden von der Wiener Neustädter Lokomotivfabrik und von der Lokomotivfabrik Floridsdorf sowie von Krauss in Linz in den Jahren 1884 bis 1893 geliefert.
Die Maschinen erhielten bei der KFNB die Nummern 184"–224" und gehörten der Reihe IIc an.
Darüber hinaus hatten fast alle Namen. Die Maschinen mit den Nummern 184–212 hießen BRUNA, CONCORDIA II, DAPHNE II, HEBE II, LUCIFER II, MERKUR II, ORION II, HEINZENDORF, HOTZENDORF, WAGSTADT, WERNSDORF, WIGSTADTL, ZISTERSDORF, ALTHAMMER, BRAUNSBERG, ERNSDORF, FALKENSTEIN, FREISTADTL, GNADENDORF, POYSDORF, STRONSDORF, WILLERSDORF, ZWINGENDORF, ABSDORF, ALBERNDORF, ENZERSDORF, FRANZENSDORF, GÖTZENDORF und HADERSDORF. Die Nummern 219–224 hatten die Namen JAMNITZ, RAABS, MANNERSDORF, MARTINSDORF, OLBERSDORF und PAASDORF.
Die Lokomotiven hatten Außenrahmen und Kamperdrehgestelle.
Sie wurden mit Tendern der Reihen L (später kkStB Tenderreihe 46) und N (später kkStB Tenderreihe 48) gekuppelt.
Die Maschinen führten zunächst Schnellzüge Wien–Krakau und Wien–Brünn.
Als die KFNB 1894 die Fahrzeiten auf diesen Strecken verkürzte, wurden sie dort nur mehr für Fernpersonenzüge eingesetzt.
Außerdem zogen sie Personenzüge Brünn–Prerau, Brünn–Olmütz und Kojetein–Krasna sowie Schnell- und Personenzüge Wien–Gänserndorf–Marchegg.
Nach der Verstaatlichung der KFNB 1906 bildeten die Lokomotiven bei der kkStB die Reihe 104.
Nach dem Ersten Weltkrieg kam eine Maschine zur CFR, 7 Stück als Reihe Od14 (oder Pd11) zur PKP und die restlichen 31 Stück zur ČSD, bei der aber schließlich nur mehr 19 Stück die Reihe 264.6 bildeten.
Die ČSD schied die Reihe 264.6 bis 1939 aus ihrem Bestand aus.
Der Vollständigkeit halber sei noch angemerkt, dass die Reihe 104 bei der kkStB bereits für andere Lokomotiven vergeben worden war, die aber 1904 in kkStB 4.201–214 umnummeriert worden sind.